# Pseudocercops pubescens
Pseudocercops pubescens is een vlokreeftensoort uit de familie van de Caprellidae. De wetenschappelijke naam van de soort is voor het eerst geldig gepubliceerd in 1982 door Vassilenko.